# Ованес-Смбат
Оване́с-Смбат вірм. Հովհաննես-Սմբատ Գ (помер 1041) — цар Анійського царства у 1020–1041 роках, з династії Багратідів.

## Життєпис
Успадкував трон від свого батька Гагіка I (989—1020), але зрештою був усунутий від влади Ашотом IV Хоробрим (1021—1039). За часів правління Ованеса-Смбата цар Грузії Давид, який володів Тайком (Іспір та Олті), в результаті боротьби проти мусульман отримав значні території, які сягали Маназкерта (Манцикерт).
Ашот IV Хоробрий (Кадж) керував царством спільно з Ованесом-Смбатом.